# اوله موزیل
اوله موزیل (اوکراینی: Олег Юрійович Мозіль؛ زادهٔ ۷ آوریل ۱۹۹۶) بازیکن فوتبال اهل اوکراین است.
وی همچنین در تیم‌های ملی فوتبال Ukraine national under-18 football team و Ukraine national under-19 football team بازی کرده‌است.